# مقاطعة أوجيماو (ميشيغان)
مقاطعة أوجيماو هي مقاطعة في ميشيغان، بلغ عدد سكانها 21٬699  نسمة، في 2010، عاصمتها ويست برانش، تبلغ مساحتها 1٬488 كيلومتر مربع.

## الموقع
تشترك في الحدود مع:
- مقاطعة أوسكودا
- مقاطعة غلادوين (ميشيغان).

## التقسيمات الإدارية
- ويست برانش.